# Eiskunstlauf-Weltmeisterschaften 1987
Die 77. Eiskunstlauf-Weltmeisterschaften fanden vom 10. bis 14. März 1987 im Riverfront Coliseum in Cincinnati (USA) statt.

## Ergebnisse

### Herren
| Platz              | Sportler              | Land                   |
| ------------------ | --------------------- | ---------------------- |
| 1                  | Brian Orser           | Kanada                 |
| 2                  | Brian Boitano         | Vereinigte Staaten     |
| 3                  | Alexander Fadejew     | Sowjetunion            |
| 4                  | Wladimir Kotin        | Sowjetunion            |
| 5                  | Grzegorz Filipowski   | Polen                  |
| 6                  | Wiktor Petrenko       | Sowjetunion            |
| 7                  | Christopher Bowman    | Vereinigte Staaten     |
| 8                  | Petr Barna            | Tschechoslowakei       |
| 9                  | Richard Zander        | BR Deutschland         |
| 10                 | Scott Williams        | Vereinigte Staaten     |
| 11                 | Makoto Kano           | Japan                  |
| 12                 | Masaru Ogawa          | Japan                  |
| 13                 | Falko Kirsten         | DDR                    |
| 14                 | Oliver Höner          | Schweiz                |
| 15                 | Kurt Browning         | Kanada                 |
| 16                 | Lars Dresler          | Dänemark               |
| 17                 | Paul Robinson         | Vereinigtes Königreich |
| 18                 | Philippe Roncoli      | Frankreich             |
| 19                 | Alessandro Riccitelli | Italien                |
| 20                 | Michael Slipchuk      | Kanada                 |
| 21                 | Peter Johansson       | Schweden               |
| 22                 | Cameron Medhurst      | Australien             |
| 23                 | Oula Jaaskelainen     | Finnland               |
| 24                 | Oliver Dechert        | BR Deutschland         |
| Kür nicht erreicht |                       |                        |
| 25                 | Boiko Alexijew        | Bulgarien              |
| 26                 | Tomislav Čižmešija    | Jugoslawien            |
| 27                 | Chi-Man Wong          | Hongkong               |

### Damen
| Platz              | Sportlerin          | Land                   |
| ------------------ | ------------------- | ---------------------- |
| 1                  | Katarina Witt       | DDR                    |
| 2                  | Debi Thomas         | Vereinigte Staaten     |
| 3                  | Caryn Kadavy        | Vereinigte Staaten     |
| 4                  | Elizabeth Manley    | Kanada                 |
| 5                  | Kira Iwanowa        | Sowjetunion            |
| 6                  | Claudia Leistner    | BR Deutschland         |
| 7                  | Jill Trenary        | Vereinigte Staaten     |
| 8                  | Midori Itō          | Japan                  |
| 9                  | Anna Kondraschowa   | Sowjetunion            |
| 10                 | Joanne Conway       | Vereinigtes Königreich |
| 11                 | Patricia Schmidt    | Kanada                 |
| 12                 | Susanne Becher      | BR Deutschland         |
| 13                 | Claudia Villiger    | Schweiz                |
| 14                 | Agnès Gosselin      | Frankreich             |
| 15                 | Iveta Voralová      | Tschechoslowakei       |
| 16                 | Željka Čižmešija    | Jugoslawien            |
| 17                 | Beatrice Gelmini    | Italien                |
| 18                 | Tracy Brook         | Australien             |
| 19                 | Elina Hanninen      | Finnland               |
| 20                 | Yvonne Pokorny      | Österreich             |
| 21                 | Helene Persson      | Schweden               |
| 22                 | Ji Hyun-jun         | Südkorea               |
| 23                 | Sandra Escoda       | Spanien                |
|                    | Tamara Téglássy (Z) | Ungarn                 |
| Kür nicht erreicht |                     |                        |
| 25                 | Pauline Lee         | Chinesisch Taipeh      |
| 26                 | Petja Gawasowa      | Bulgarien              |

- Z = Zurückgezogen

### Paare
| Platz | Sportler                              | Land                   |
| ----- | ------------------------------------- | ---------------------- |
| 1     | Jekaterina Gordejewa / Sergei Grinkow | Sowjetunion            |
| 2     | Jelena Walowa / Oleg Wassiljew        | Sowjetunion            |
| 3     | Jill Watson / Peter Oppegard          | Vereinigte Staaten     |
| 4     | Larissa Selesnjowa / Oleg Makarow     | Sowjetunion            |
| 5     | Denise Benning / Lyndon Johnston      | Kanada                 |
| 6     | Cynthia Coull / Mark Rowsom           | Kanada                 |
| 7     | Gillian Wachsman / Todd Waggoner      | Vereinigte Staaten     |
| 8     | Christine Hough / Doug Ladret         | Kanada                 |
| 9     | Cheryl Peake / Andrew Naylor          | Vereinigtes Königreich |
| 10    | Lenka Knapová / René Novotný          | Tschechoslowakei       |
| 11    | Sonja Adalbert / Daniele Caprano      | BR Deutschland         |
| 12    | Danielle Carr / Stephen Carr          | Australien             |
| 13    | Shuk-Ching Ngai / Cheuk-Fai Lai       | Hongkong               |

### Eistanz
| Platz | Sportler                                | Land                   |
| ----- | --------------------------------------- | ---------------------- |
| 1     | Natalja Bestemjanowa / Andrei Bukin     | Sowjetunion            |
| 2     | Marina Klimowa / Sergei Ponomarenko     | Sowjetunion            |
| 3     | Tracy Wilson / Robert McCall            | Kanada                 |
| 4     | Natalja Annenko / Genrich Sretenski     | Sowjetunion            |
| 5     | Suzanne Semanick / Scott Gregory        | Vereinigte Staaten     |
| 6     | Kathrin Beck / Christoff Beck           | Österreich             |
| 7     | Antonia Becherer / Ferdinand Becherer   | BR Deutschland         |
| 8     | Klára Engi / Attila Tóth                | Ungarn                 |
| 9     | Isabelle Duchesnay / Paul Duchesnay     | Frankreich             |
| 10    | Karyn Garossino / Rodney Garossino      | Kanada                 |
| 11    | Lia Trovati / Robert Pelizzola          | Italien                |
| 12    | Susan Wynne / Joseph Druar              | Vereinigte Staaten     |
| 13    | Sharon Jones / Paul Askham              | Vereinigtes Königreich |
| 14    | Michela Malingambi / Andrea Gilardi     | Italien                |
| 15    | Honarata Górna / Andrzej Dostatni       | Polen                  |
| 16    | Tomoko Tanaka / Hiroyuki Suzuki         | Japan                  |
| 17    | Jo-Anne Borlase / Scott Chalmers        | Kanada                 |
| 18    | Andrea Weppelmann / Hendryk Schamberger | BR Deutschland         |
| 19    | Monica MacDonald / Rodney Clarke        | Australien             |
| 20    | Susanna Rahkamo / Petri Kokko           | Finnland               |
| 21    | Christina Bojanowa / Jawor Iwanow       | Bulgarien              |
| 22    | Park Kyung-sook / Han Seung-jong        | Südkorea               |

## Medaillenspiegel
| Platz | Land               | Gold | Silber | Bronze | Gesamt |
| ----- | ------------------ | ---- | ------ | ------ | ------ |
| 1     | Sowjetunion        | 2    | 2      | 1      | 5      |
| 2     | Kanada             | 1    | –      | 1      | 2      |
| 3     | DDR                | 1    | –      | –      | 1      |
| 4     | Vereinigte Staaten | –    | 2      | 2      | 4      |